# Mariola
Mariola – imię żeńskie. Pierwotnie było zdrobnieniem od imienia Maria lub skrótem od podwójnego imienia Maria Jolanta. Obecnie stanowi odrębne imię. Występuje przede wszystkim w Polsce.
Mariola imieniny obchodzi: 25 marca i 3 maja.

## Pochodzenie imienia
Mariola jest zdrobniałą formą imienia Maria w językach romańskich i znaczy w nich tyle, co "Marysia". Pojedyncze wzmianki o osobach noszących imię Mariola występują w XIX wieku i pojawiają się we Francji i krajach sąsiednich. We francuskim żywocie świętej Moniki, powstałym przed 1870 rokiem, jest wzmianka o "kobiecie imieniem Mariola", która została uzdrowiona. Natomiast Franciszek Salezy Dmochowski już w 1861 roku wspomina o korsykańskiej śpiewaczce imieniem Mariola: "W zeszłym wieku sławne były w Korsyce z tego rodzaju improwizacji, Mariola della Piazzole i Klorinda Franceschi de la Casime".
W Polsce imię Mariola zaczęło być nadawane pod koniec lat 30. XX wieku, a do jego popularyzacji przyczyniła się powieść Znachor Tadeusza Dołęgi-Mostowicza z 1937 roku. Powieść, drukowana najpierw w prasie w odcinkach, a później w licznych masowych wydaniach książkowych, stała się wielkim bestsellerem, również za sprawą powstałego na jej podstawie filmu. Żadna inna polska powieść przed wojną nie była tak chętnie i często czytana, również na wsi. W powieści Znachor główni bohaterowie, profesor Rafał Wilczur i jego żona Beata, mają córkę o imieniu Maria Jolanta, a nazywają ją w skrócie Mariola: "Beata urodziła córeczkę. Właśnie na cześć owej świetnej prababki Gontyńskiej dano jej imiona: Maria Jolanta i tak samo w zdrobnieniu nazywano ją Mariolą". W dalszej części powieści Mariola Wilczurówna staje się główną postacią kobiecą.
Jak wyjaśnia Jarosław Górski: "Popularność powieści i filmu wyrażała się także w tym, że młodzi rodzice dużo częściej, w porównaniu z wcześniejszym okresem, nadawali teraz swoim nowo narodzonym synom imię Rafał (a więc imię tytułowego bohatera), a córkom zestawienie Maria Jolanta (imiona córki prof. Wilczura-Znachora). Imię Mariola, którym, jako pieszczotliwym połączeniem imion Maria i Jolanta powieściowo-filmowi małżonkowie Wilczurowie nazwali swoją córkę, wcześniej nie było notowane w polskich spisach imion, rozpowszechniło się dopiero wraz z fabułą powieści i jej ekranizacją i zostało w polszczyźnie".

### Inne wyjaśnienia
Czasem wskazuje się, że imię Mariola może mieć związek z francuskim słowem mariolle, oznaczającym małą figurkę Matki Boskiej ("maryjkę"), jednak związek ten nie jest potwierdzony w źródłach. W języku francuskim mariolâtrie określało (notowany pod tą nazwą pod koniec XIX wieku – 1880 i 1892) kult Marii z Nazaretu jako istoty boskiej (latrie).
Inną podawaną możliwością jest pochodzenia od nazwy potocznej rośliny amerykańskiej, mającej zastosowanie w leczeniu chorób kobiecych (w polskim piśmiennictwie podane pod koniec XIX wieku) albo od majeranku (fr. marjolaine), którego pisownię francuską Józef Strumiłło podaje w 1844 roku jako mariolaine. Imię Marjolaine było znane we Francji od XVIII wieku i zostało spopularyzowane wtedy przez piosenkę o tym samym tytule.
Imię występuje również w Hiszpanii, gdzie stanowi skrót od nazwy Matki Boskiej: Maria de la Ola (lub de Las Olas) – "Matka Boska (Maria) od Fal".

## Znane osoby noszące imię Mariola
- Mariola Bojarska-Ferenc – polska gimnastyczka i dziennikarka
- Mariola Jarocka – pisarka
- Mariola Kaczorowska – aktorka teatralna
- Mariola Siwczyk – piłkarka ręczna
- Mariola Wojtowicz – siatkarka
- Mariola Zenik – siatkarka, reprezentantka kraju

Postacie fikcyjne:
- Maria Jolanta (Mariola) Wilczurówna – bohaterka powieści Znachor Tadeusza Dołęgi-Mostowicza z 1937 roku
- Mariola Kiepska – bohaterka serialu Świat według Kiepskich
- Mariolka Krejzolka – postać kabaretowa grupy Paranienormalni

Mariola jest również bohaterką piosenek:
- "Mariolla" – Kazik
- "Mariolla" – wykonawca Tadeusz Chyła
- "Nie mam jasności w temacie Marioli" Wojciecha Młynarskiego
- "Mariola walczy w kisielu" zespołu Sexbomba
- "Pani Mariola" zespołu Akurat
- "Wściekła Mariola" zespołu Pidżama Porno
- "Nie ma mocnych na Mariolę" zespołu MIG